# Cartuja Santa María Porta Coeli

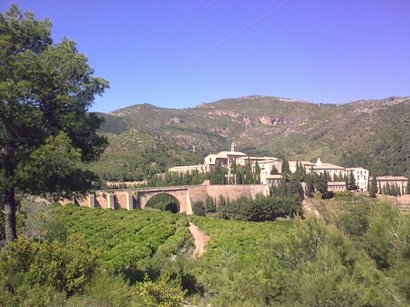
Die Kartause

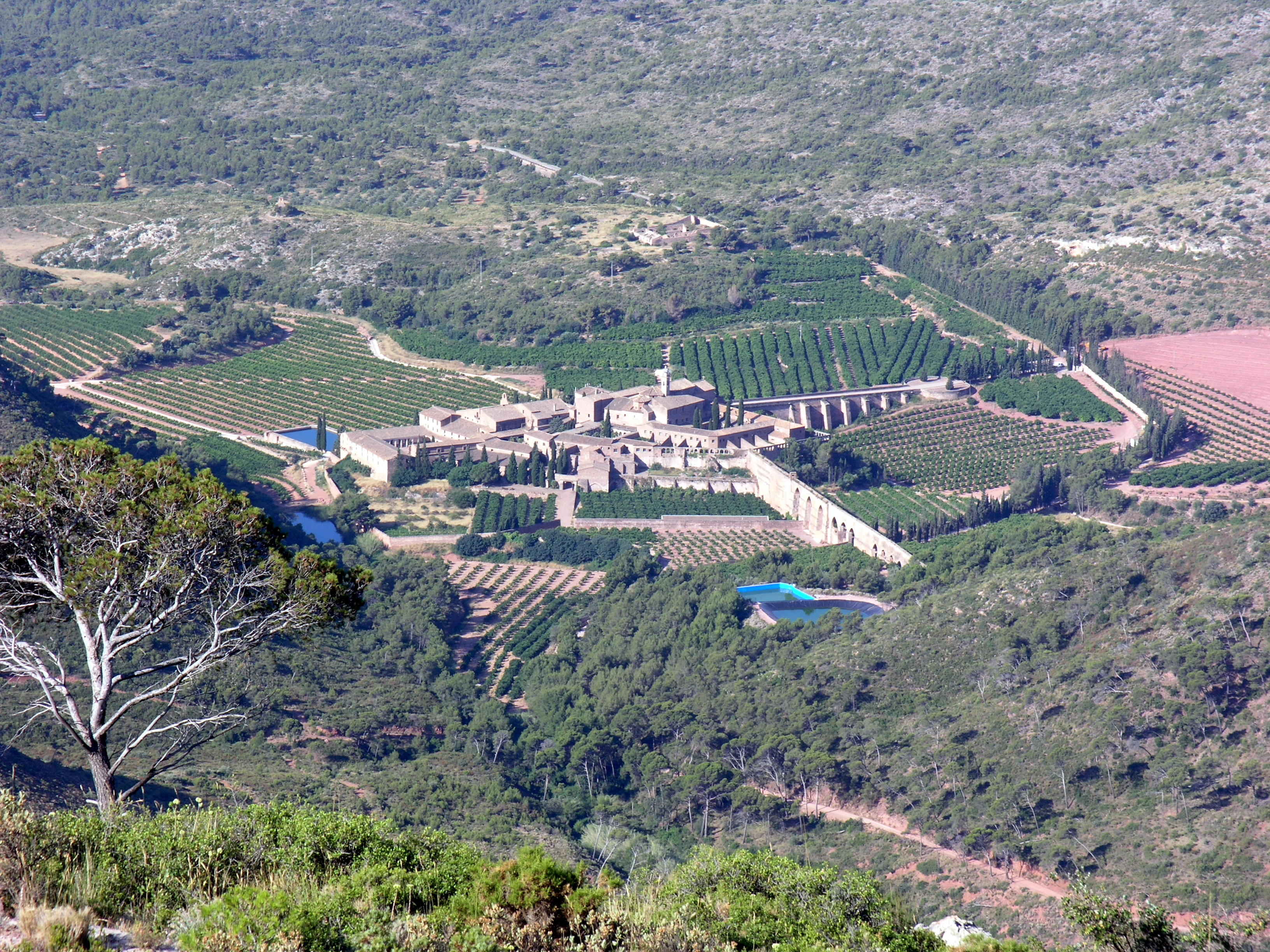
Luftaufnahme der Kartause

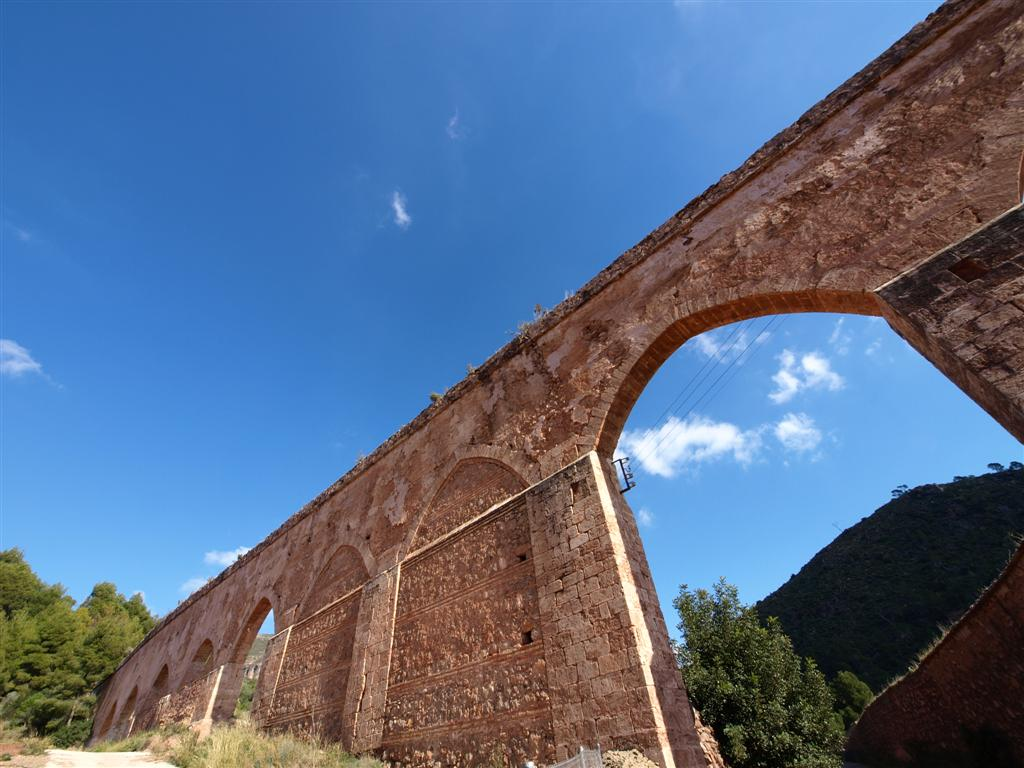
Der Aquädukt

Die Cartuja Santa María Porta Coeli (katalanisch: Cartoixa de Porta Coeli, Kartause Porta Coeli) ist ein Kloster des kontemplativen Kartäuserordens in der Comarca Campo de Turia in der Comunidad Valenciana in Spanien. Die Anlage ist als Bien de Interés Cultural unter der Nummer RI-51-0012131 gelistet.

## Geschichte
Die 1272 als dritte in der Krone von Aragonien vom Bischof von Valencia, dem Dominikaner Andrés de Albalat gestiftete und ab 1274 errichtete Kartause entwickelte sich aus bescheidenen Anfängen. Die ersten Mönche kamen aus der Cartoixa de Santa Maria d’Escaladei in Tarragona. Ein Prior der Kartause war Bonifacio Ferrer (1350–1417), der Bruder von Vinzenz Ferrer. Ab 1385 wurde die gotische Anlage errichtet; die neue Kirche wurde im Jahr 1400 geweiht. Zwei Kreuzgänge im Renaissancestil wurden angefügt. 
Mit der Desamortisation in Spanien verfiel die Kartause im Jahr 1835 der Aufhebung und kam in die Hände des Bankiers und Politikers Vicente Bertrán de Lis und 1872 von Lino Alberto Reig. 
1898 wurde sie zu einem Hospital für Tuberkulose. 
Während des Spanischen Bürgerkriegs diente der Komplex als Konzentrationslager für über 4000 republikanische Internierte. Es wird geschätzt, dass über 2200 Insassen füsiliert wurden. 1943 wurde die Kartause von der Provinz gekauft und 1944 kehrten die Kartäuser aus der Cartuja de Santa María de Miraflores in der Provinz Burgos zurück.

## Bauten und Anlage

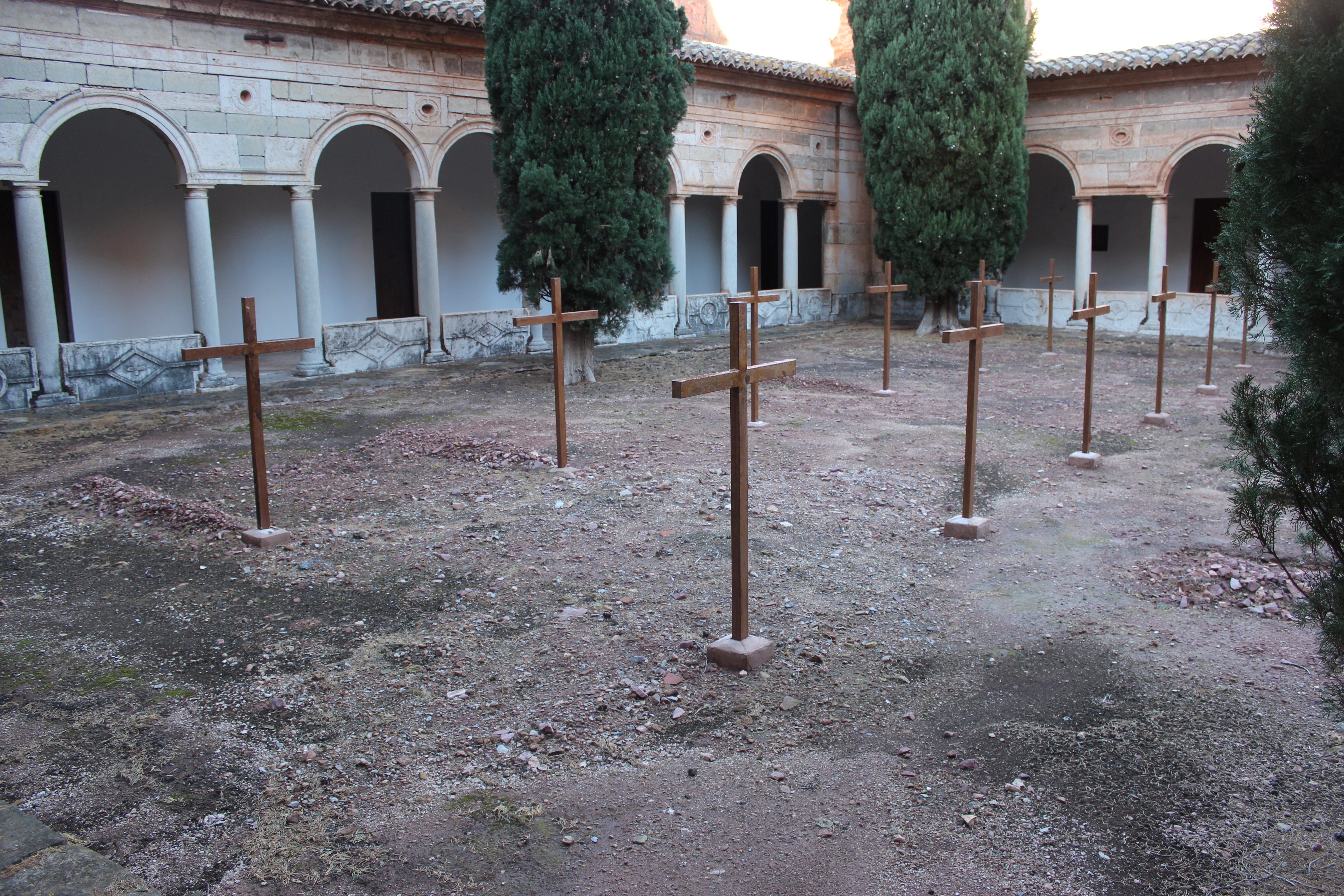
Kloster Porta Coeli, Mönchsfriedhof (2014)

Der Gebäudekomplex umfasst vier Kreuzgänge in unterschiedlichen Baustilen, einen Aquädukt und die im neoklassischen Stil errichtete bestehende Kirche, die auf gotische Ursprünge zurückgeht.